# Traité de Vilnius (1656)
Cet article concerne le Traité de Vilnius de 1656. Pour les autres significations, voir Traité de Vilnius.

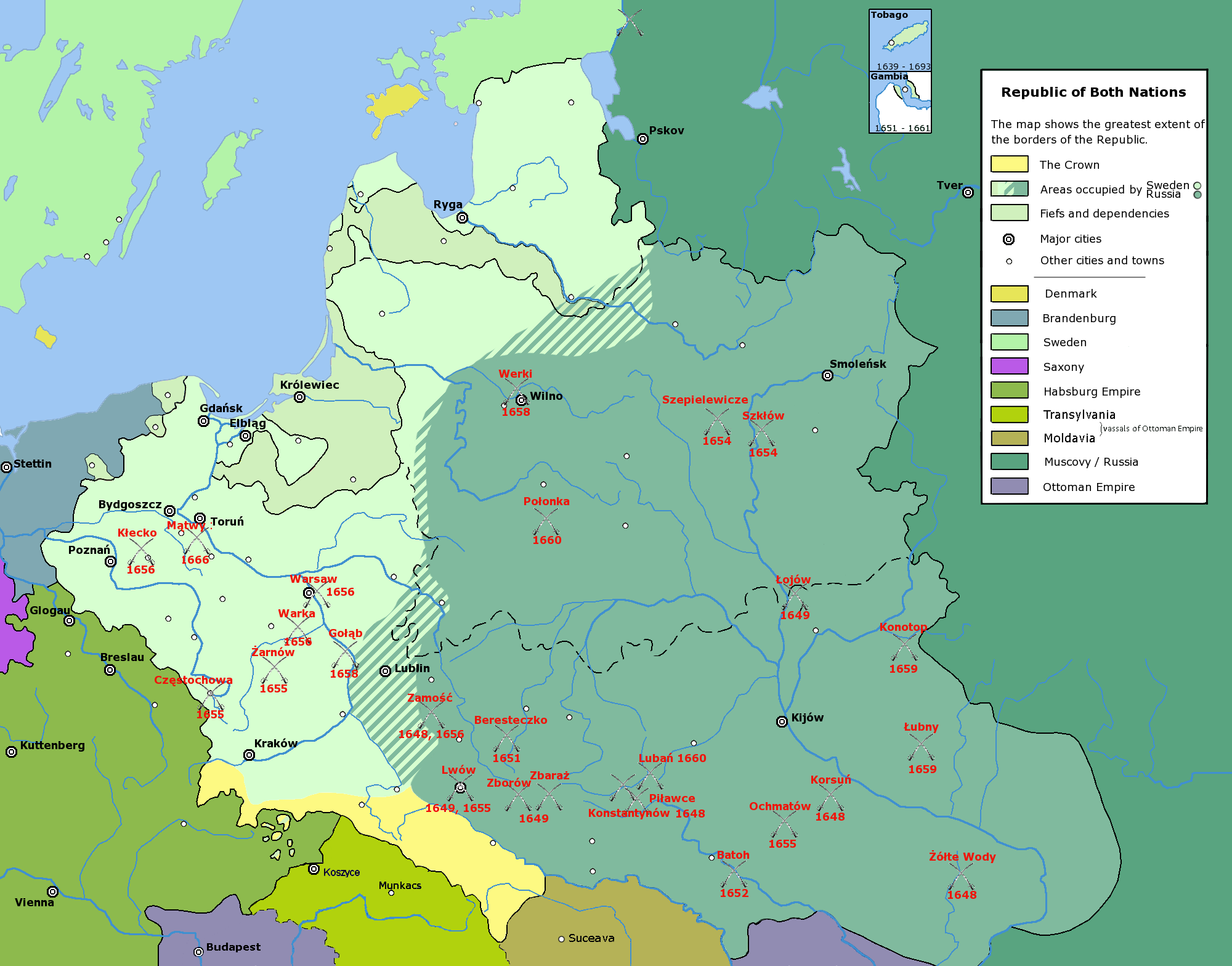
Utiliser dans le même article dans d'autres langues

Le traité de Vilnius ou la trêve de Vilnius,, aussi appelé traité de Niemieża (en polonais : Rozejm w Niemieży) est un traité signé à Niemieża (à présent Nemėžis (en)), près de Vilnius, le 3 novembre 1656 entre le tsarat de Russie et la république des Deux Nations, établissant une trêve à la guerre russo-polonaise (1654-1667) et une alliance anti-suédoise dans le cadre de la première guerre du Nord, qui se déroule au même moment,. Le traité stipule que le tsar Alexis Ier de Russie recevra la succession de la Pologne après le décès de Jean II Casimir Vasa, à condition qu'il cesse les hostilités envers la république des Deux Nations et qu'il s'associe à elle pour vaincre les Suédois. Les Cosaques de Bohdan Khmelnytsky sont exclus des négociations, ce qui les pousse à signer le traité de Radnot et à participer à l'invasion de la Transylvanie aux côtés de la Suède.

## Contexte
Après une série de succès russes et une invasion suédoise éclatante de la république des Deux Nations, le tsar se rend compte qu'il ne serait pas dans les intérêts de la Russie que l'Empire rival de Suède parvienne à vaincre complètement la république des Deux Nations.
Les négociations débutent en août 1655 entre le hetman lituanien Wincenty Korwin Gosiewski et le commandant russe Afanassi Ordine-Nachtchokine et mènent rapidement à un cessez-le-feu sur le front polono-russe, permettant à la république des Deux Nations de se concentrer sur l'incursion suédoise. Au vu de ses succès, la Pologne-Lituanie durcit sa position dans les négociations et rejette les exigences territoriales des Russes. Cependant, la Pologne et la Russie parviennent à s'entendre sur le fait d'attaquer la Suède. Certaines négociations portent sur l'ascension du tsar ou de son descendant sur le trône de la république des Deux Nations. Les Russes marchent sur la Livonie suédoise et assiègent Riga lors de la guerre russo-suédoise (1656-1658). L'allié des Russes, Bohdan Khmelnytsky, hetman des Cosaques zaporogues, est informé du plan des Russes. Il n'est pas contre un armistice temporaire avec la Pologne en tant que tel, mais il craint l'alliance entre la Moscovie et la Pologne destinée à réprimer la rébellion cosaque qui pourrait naître du traité.
En 1658, la guerre russo-polonaise reprend, à la suite d'une nouvelle invasion russe de territoires appartenant à la république des Deux Nations.